# Hofheim in Bassa Franconia
Hofheim in Bassa Franconia (nome ufficiale: Hofheim in Unterfranken) è una città tedesca di 5 203 abitanti, situata nel Land della Baviera.